# Joy to the World (chanson de Three Dog Night)
Pour l’article homonyme, voir Joy to the World.
Singles de Three Dog Night
One Man Band
(1970) Liar
(1971)
Joy to the World est une chanson du groupe rock américain Three Dog Night extraite de leur quatrième album, Naturally, sorti en novembre 1970 chez Dunhill Records.
En février 1971 la chanson est sortie en single. C'était le deuxième single de cet album, après One Man Band. La chanson a passé six semaines à la 1re place du Billboard Hot 100.
La chanson fut écrit par l'auteur-compositeur-interprète de country américain Hoyt Axton pour un special télévisée d'animation, qui ne s'est jamais matérialisée. Alors qu'il jouait en première partie lors d'une  tournée avec Three Dog Night, Il la leur proposa.